# Phaeoptyx xenus
Phaeoptyx xenus är en fiskart som först beskrevs av Böhlke och Randall, 1968.  Phaeoptyx xenus ingår i släktet Phaeoptyx och familjen Apogonidae. Inga underarter finns listade i Catalogue of Life.